# Coupe de France de rugby à XIII 2009-2010
Navigation
Édition précédente Édition suivante
La Coupe de France de rugby à XIII 2010 est organisée durant la saison 2009-2010. La compétition est à élimination directe. L'édition est remportée par le FC Lézignan, qui remporte là son quatrième trophée.

## 1ertour-1ernovembre 2009
Le club de Corbeil est excepté du premier tour.
Légende : (1) Elite 1, (2) Elite 2 , (3) DN.
|  | Gifi Bias | 24 - 22 | Réalmont |  |
|  |           |         |          |  |
|  |           |         |          |  |

|  | Baroudeurs de Pia | 11 - 21 (7 - 8) | Sauveterre | stade Daniel Ambert, Pia |
|  |                   |                 |            | stade Daniel Ambert, Pia |
|  |                   |                 |            | stade Daniel Ambert, Pia |

|  | Marseille | 22 - 40 (0 - 22) | Palau |  |
|  |           |                  |       |  |
|  |           |                  |       |  |

|  | Entraigues (2) | 29 - 18 (0 - 14) | (2) Montpellier | Stade Gilbert-Mauro Arbitre : M. Cau |
|  |                |                  |                 | Stade Gilbert-Mauro Arbitre : M. Cau |
|  |                |                  |                 | Stade Gilbert-Mauro Arbitre : M. Cau |

|  | Le Barcarès (3) | 35 - 32 (21 - 20) | Toulouse Broncos | stade de la Mer, Le Barcarès 80 spectateurs spectateurs Arbitre : M. Beuchat |
|  |                 |                   |                  | stade de la Mer, Le Barcarès 80 spectateurs spectateurs Arbitre : M. Beuchat |
|  |                 |                   |                  | stade de la Mer, Le Barcarès 80 spectateurs spectateurs Arbitre : M. Beuchat |

|  | Salses | 24 - 36 (12 - 10) | Lescure |  |
|  |        |                   |         |  |
|  |        |                   |         |  |

|  | Apt | 34 - 26 (18 - 20) | Tonneins | Stade Louis Marie Joseph Arbitre : M. Capsie |
|  |     |                   |          | Stade Louis Marie Joseph Arbitre : M. Capsie |
|  |     |                   |          | Stade Louis Marie Joseph Arbitre : M. Capsie |

|  | Albi | 40 - 24 (18 - 16) | Lyon-Villeurbanne |  |
|  |      |                   |                   |  |
|  |      |                   |                   |  |

|  | Le Cabardès | 18 - 20 (16 - 10) | Villefranche-sur-Rouergue | Arbitre : M. Vincent |
|  |             |                   |                           | Arbitre : M. Vincent |
|  |             |                   |                           | Arbitre : M. Vincent |

## 2etour- 20 décembre 2009
Les clubs de Palau, Entraigues et Villefranche sont exemptés du deuxième tour
Légende : (1) Elite 1, (2) Elite 2 , (3) DN.
|  | Le Barcarès (3) | 16 - 52 | (2) Baho |  |
|  |                 |         |          |  |
|  |                 |         |          |  |

| 3 janvier 2010 | Apt | 24 - 30 (14 - 12) | Lescure | Stade Viton Arbitre : M. Capsié |
| 3 janvier 2010 |     |                   |         | Stade Viton Arbitre : M. Capsié |
| 3 janvier 2010 |     |                   |         | Stade Viton Arbitre : M. Capsié |

|  | Sauveterre | 4 - 38 (4 - 24) | Albi |  |
|  |            |                 |      |  |
|  |            |                 |      |  |

|  | Bias | 24 - 30 (2 - 14) | Corbeil | Bias Arbitre : M. David Ségura |
|  |      |                  |         | Bias Arbitre : M. David Ségura |
|  |      |                  |         | Bias Arbitre : M. David Ségura |

## Huitièmes de finale
Légende : (1) Elite 1, (2) Elite 2 , (3) DN.
|  | Palau | 14 - 40 | Carpentras |  |
|  |       |         |            |  |
|  |       |         |            |  |

|  | Corbeil | 16 - 42 | Union Treiziste Catalane |  |
|  |         |         |                          |  |
|  |         |         |                          |  |

|  | Lescure | 21 - 12 | Baho |  |
|  |         |         |      |  |
|  |         |         |      |  |

|  | Albi | 12 - 48 (8 - 28) | Lézignan | 2 500 spectateurs Arbitre : M. Cau |
|  |      |                  |          | 2 500 spectateurs Arbitre : M. Cau |
|  |      |                  |          | 2 500 spectateurs Arbitre : M. Cau |

|  | Pia | 72 - 12 | Saint-Gaudens |  |
|  |     |         |               |  |
|  |     |         |               |  |

|  | Entraigues | 19 - 32 | Villeneuve-sur-Lot | Arbitre : M. Capsié |
|  |            |         |                    | Arbitre : M. Capsié |
|  |            |         |                    | Arbitre : M. Capsié |

|  | Villefranche-sur-Rouergue | 1 - 70 | Carcassonne |  |
|  |                           |        |             |  |
|  |                           |        |             |  |

|  | Avignon | 14 - 38 | Limoux |  |
|  |         |         |        |  |
|  |         |         |        |  |

## Quarts de finale
Légende : (1) Elite 1, (2) Elite 2 , (3) DN.
|  | Lescure | 11 - 36 | Carcassonne |  |
|  |         |         |             |  |
|  |         |         |             |  |

|  | Pia | 24 - 32 | Limoux |  |
|  |     |         |        |  |
|  |     |         |        |  |

|  | Villeneuve-sur-Lot | 22 - 26 | Carpentras |  |
|  |                    |         |            |  |
|  |                    |         |            |  |

|  | Union Treiziste Catalane | 28 - 32 | Lézignan |  |
|  |                          |         |          |  |
|  |                          |         |          |  |

## Demi-finales (week-end du 3 et 4 avril 2010)
| Dimanche 4 avril 2010 | Carcassonne (1) | 18 - 26 | (1) Lézignan | Limoux |
| Dimanche 4 avril 2010 |                 |         |              | Limoux |
| Dimanche 4 avril 2010 |                 |         |              | Limoux |

| Samedi 3 avril 2010 | Carpentras (1) | 20 - 34 | (1) Limoux | Montpellier |
| Samedi 3 avril 2010 |                |         |            | Montpellier |
| Samedi 3 avril 2010 |                |         |            | Montpellier |

## Finale (2 mai 2010)
(mt : 12 - 4)
Homme du match : Tony Duggan
Points marqués :

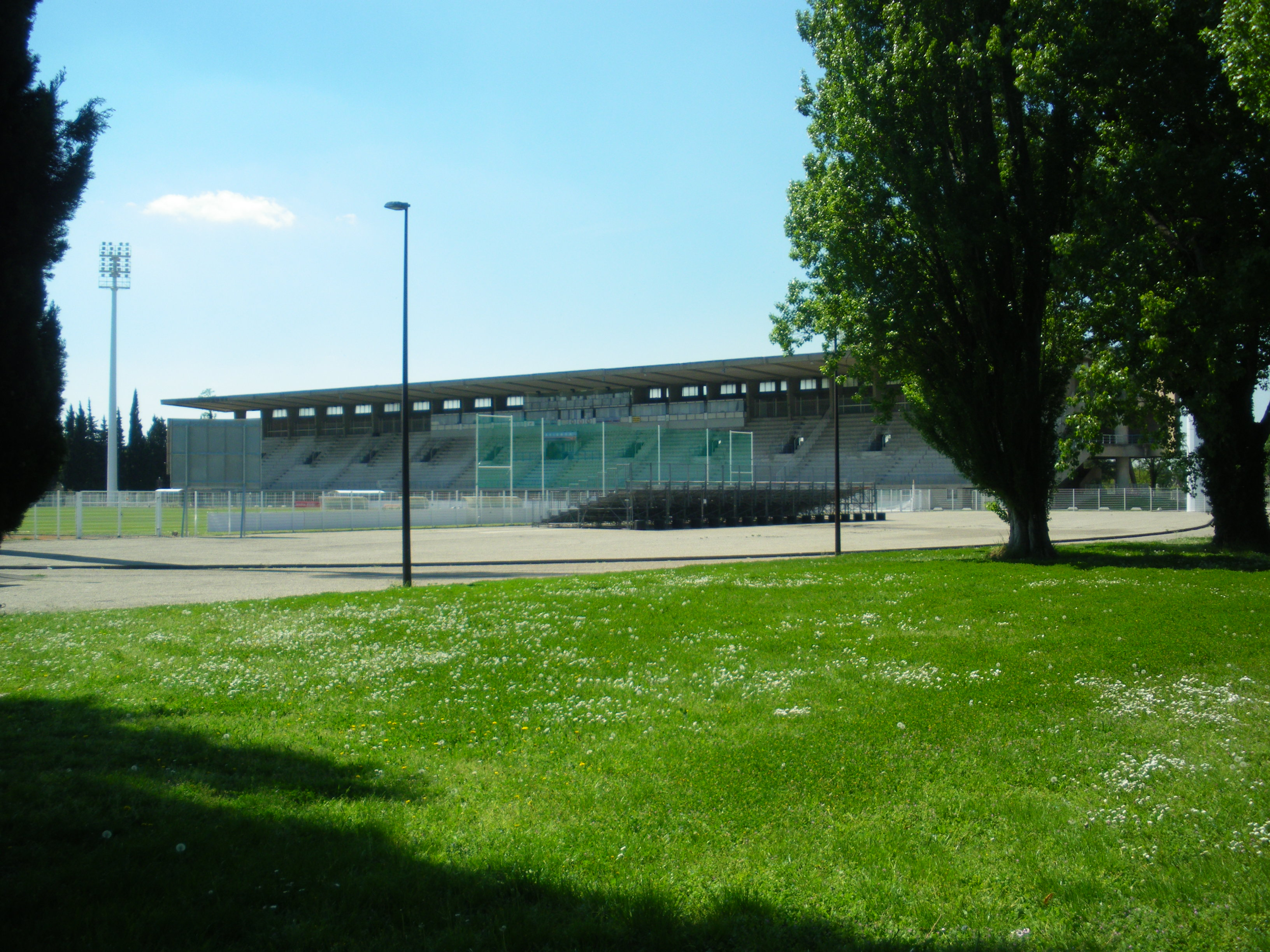
Le Parc des Sports d'Avignon accueille la finale.

- Lézignan : 3 essais de Janzac (9e), Quinn (38e), Bringuier (72e), 2 transformations de Wynn (9e) et Munoz (38e), 1 pénalité de Wynn (58e)
- Limoux : 1 essai de B. Almarcha (47e), 1 transformation de Ramage (47e), 4 pénalités de Ramage (4e, 28e, 43e, 70e)

Évolution du score : 0-2, 6-2, 6-4, 12-4, 12-6, 12-12, 14-12, 14-14, 18-14
Arbitre : Laurent Molinier
Spectateurs : 8 140
Composition des équipes :
- Lézignan : Tony Duggan - Nicolas Piquemal, Florian Quintilla, Cédric Bringuier, Olivier Janzac - Damian Quinn (o), Nathan Wynn - Chris Beattie, Cédric Lacans, Franck Rovira, Charly Clottes, Philippe Laurent, Thibault Ancely - Julian Bousquet,  David Romero, Michaël Tribillac, Nicolas Munoz - Entraîneur : Aurélien Cologni
- Limoux : Adam Innes - Hervé Marrot, Mathieu Mayans, Sam Key, Bastien Almarcha - Philip Ramage (o),  Mickaël Murcia (m) - Arty Shead, Sylvain Teixido, Aaron Wood, Mathieu Almarcha, Maxime Herold, Nicolas Piccolo- Russell Bussian, Jérôme Laffont, Thibault Braconnier, Grégory Delarose - Entraîneur : Jean-Luc Delarose